# Charlotte von Kalb
Pour les articles homonymes, voir Kalb.
Charlotte von Kalb (1761-1843) est une poétesse et épistolière originaire de Bavière, proche des romantiques allemands.

## Biographie
Charlotte Sophia Juliana, née au domaine de Waltershausen, proche de Saal an der Saale (Grabfeld, principauté épiscopale de Wurtzbourg), est la fille de l'officier, fonctionnaire  et baron du Saint-Empire, Heinrich August Marschalk von Ostheim (1726-1809). Dans sa jeunesse, d'une hyper sensibilité, elle est considérée comme « névrosée » par ses proches et son médecin.
En 1783, elle épouse Heinrich Julius Alexander von Kalb (en), né en 1752, officier du régiment étranger franco-allemand Palatinat-Zweibrücken et vétéran de la guerre d'indépendance des États-Unis, homme peu présent envers lequel elle n'éprouve aucun attachement. En 1784, elle rencontre Friedrich von Schiller à Mannheim et leur relation devient passionnée. Schiller quitte Mannheim l'année suivante, et Charlotte souhaite le suivre. Une vie matrimoniale est même envisagée à Weimar, quand le poète la rejoint, mais cette union ne se fait pas.
Vers 1793-1794, par le biais de Schiller, au domaine de Waltershausen, Hölderlin devient le précepteur du fils de Charlotte, laquelle, à partir de 1796, s'est liée à Jean Paul en une amitié fougueuse : l'écrivain s'inspire d'elle pour composer le personnage principal, Linda de Romeiro, dans son roman Titan (1800-1803). Elle correspond aussi avec Goethe.
En 1804, du fait des guerres napoléoniennes, elle perd toute sa fortune. Deux ans plus tard, son mari se suicide à Munich ; les époux vivaient séparément depuis 1800. Son fils aîné finira également par mettre fin à ses jours. Elle perd ensuite son plus jeune fils, de maladie. Seule survivante, sa fille Edda (1790-1874), qui l'accompagna lors de ses derniers jours. En effet, à partir de 1820, Charlotte von Kalb, devenue complètement aveugle, réside au château de Berlin, ville dans laquelle est est inhumée.
Charlotte von Kalb ne publia aucun ouvrage de son vivant mais laisse une impressionnante correspondance avec les plus grands esprits romantiques allemands.
En 1851, sa fille entreprend de publier à Berlin deux recueils de ses poésies, Charlotte : für die Freunde der Verewigten et Cornelia : Für die Freunde der Verewigten. En 1879, l'édition de ses souvenirs est entreprise, elle les avait dictés durant les dernières années de sa vie, puis suivra en 1882 l'édition de sa correspondance. La première biographie paraît en allemand, sous la plume d'Ida Boy-Ed (Stuttgart, 1912).